# Я — акторка
«Я — акторка» (рос. «Я — актриса») — радянський художній фільм 1980 року, знятий на кіностудії «Ленфільм».

## Сюжет
Фільм про долю великої російської акторки Віри Федорівни Коміссаржевської (1864—1910), яка присвятила своє життя служінню театру, його становленню, розвитку, яка мріяла про його розквіт.

## У ролях
- Наталія Сайко — Віра Коміссаржевська
- Олег Вавілов — Антон Чехов
- Афанасій Кочетков — Максим Горький
- Петро Меркур'єв — Всеволод Мейєрхольд
- Юрій Цвєтов — Федір Коміссаржевський
- Гражина Байкштіте — Надія Скарська
- Тамара Абросимова — Марія Коміссаржевська
- Костянтин Адашевський — Станіславський
- Валерій Доронін — граф Володимир Муравйов
- Володимир Коренєв — Рощін-Інсаров
- Олександр Романцов — Зілотті
- Мілена Тонтегоде — співачка
- Бруно Фрейндліх — Володимир Миколайович Давидов
- Микола Іванов — режисер

## Знімальна група
- Режисер — Віктор Соколов
- Сценарист — Семен Лунгін
- Оператор — Валерій Федосов
- Композитор — Олександр Кнайфель
- Художник — Михайло Щеглов